# Cory McGee
Cory Ann McGee (* 29. Mai 1992 in Fairfax, Virginia) ist eine US-amerikanische Leichtathletin, die sich auf den 1500-Meter-Lauf spezialisiert hat.

## Sportliche Laufbahn
Erste Erfahrungen bei internationalen Meisterschaften sammelte Cory McGee im Jahr 2009, als sie bei den Jugendweltmeisterschaften in Brixen in 4:30,20 min den neunten Platz über 1500 m belegte. 2010 begann sie ein Studium an der University of Florida und siegte 2011 in 4:35,46 min bei den Panamerikanischen Juniorenmeisterschaften in Miramar. 2013 startete sie erstmals bei den Weltmeisterschaften in Moskau und schied dort mit 4:12,33 min in der ersten Runde aus. 2015 wurde sie bei den Panamerikanischen Spielen in Toronto in 4:11,12 min Vierte und im Jahr darauf kam sie bei den Hallenweltmeisterschaften in Portland mit 4:11,62 min nicht über die Vorrunde hinaus. 2021 qualifizierte sie sich für die Olympischen Sommerspiele in Tokio und gelangte dort bis ins Finale, in dem sie mit 4:05,50 min den zwölften Platz belegte.
2022 erreichte sie bei den Weltmeisterschaften in Eugene das Finale über 1500 Meter und belegte dort in 4:03,70 min den zehnten Platz. Im Jahr darauf gelangte sie bei den Weltmeisterschaften in Budapest mit 4:01,60 min im Finale auf den zehnten Platz.

## Persönliche Bestleistungen
- 800 Meter: 1:59,17 min, 29. Mai 2021 in Portland
  - 800 Meter (Halle): 2:02,20 min, 27. Januar 2017 in Boston
- 1500 Meter: 4:00,34 min, 28. Mai 2022 in Eugene
  - 1500 Meter (Halle): 4:04,75 min, 1. Februar 2020 in Boston
- Meile: 4:18,11 min, 15. Juni 2023 in Oslo
  - Meile (Halle): 4:26,79 min, 9. Februar 2019 in New York City